# Kralenriede
Kralenriede ist ein Stadtteil im Norden von Braunschweig mit etwa 3.500 Einwohnern, der zum Stadtbezirk 332 (Schunteraue) gehört und unter der Nr. 45 einen statistischen Bezirk bildet. Der Stadtteil ist nach dem gleichnamigen Bach benannt, der vom heutigen Sandwüstenweg nach Nordwesten zur Schunter abfloss.

## Lage
Der Stadtteil liegt auf einer für das nördlich von Braunschweig gelegene Flachland typischen Geest, die früher durchgehend bewaldet war und im Süden, Westen und Nordwesten von der Schunter umflossen wird. In der etwa 75 m ü. NHN gelegenen Mitte der mit Rühmerberge bezeichneten Höhe entsprang die namensgebende Kralenriede und floss geradlinig nach Nordwesten ab. Der Verlauf ist in der Schunteraue unterhalb des Sportplatzes noch vorhanden. Im Südosten wird das Gebiet von der aus dem Querumer Forst heranfließenden Kehrbeeke begrenzt, die auf Höhe des Studentenwohnheims in die Schunter mündet.
Im Süden grenzt Kralenriede an die Schuntersiedlung, im Westen – getrennt durch die Schunteraue – an Rühme und die Vorwerksiedlung, im Norden an Bienrode sowie im Osten an Querum und den Querumer Forst.

## Geschichte
Die früheste Bebauung des Gebietes erfolgte im Jahr 1915, als die Munitionsfabrik Bienrode hier ein Munitionsdepot und eine Anlage zur Fabrikation von Pulver anlegte. Bis 1923 wurden 54 Häuser für Arbeiter gebaut. Im Jahr 1923 legte das Reichswehrministerium im Bereich des heutigen Schreberweges einen Exerzierplatz an, der heute von Kleingärten und Einfamilienhäusern überbaut ist. Nördlich davon wurde nach der Schleifung des Braunschweiger Schlosses ein Berg aus den Trümmern des Schlosses aufgeschüttet, woran ein Gedenkstein erinnert. Der Berg war zunächst als Rodelberg beliebt, ist inzwischen allerdings aufgrund von mangelnder Pflege mit Bäumen zugewachsen und wurde im Jahr 2005 im Zuge der Rekonstruktion der Schlossfassade auf der Suche nach Originalfragmenten teilweise wieder abgetragen. Dieser Bereich des ehemaligen Exerzierplatzes bis zur Autobahn ist auch als „Sandwüste“ bekannt.

## Ortsstruktur und Verkehr
Der Stadtteil umfasst das Gewerbegebiet Bastholz im Nordosten und das Gewerbegebiet Steinriedendamm im Südwesten. Letzteres hat eine Anbindung an die östlich den Stadtteil passierende Bahnstrecke Braunschweig–Wieren. Dazwischen befinden sich Wohnblocks, Einfamilienhäuser und Reihenhäuser. Die Autobahn A2 grenzt im Norden den Ort vom Flughafen Braunschweig-Wolfsburg ab. Kralenriede ist durch mehrere Buslinien an die Innenstadt und die umgebenden Orte angebunden. 
Im Südosten befinden sich das Fraunhofer-Institut für Schicht- und Oberflächentechnik sowie das Wilhelm-Klauditz-Institut für Holzforschung. Außerdem existieren eine Grundschule, ein Kindergarten, das Studentenwohnheim „An der Schunter“, der Schützenverein Sandwüste von 1959 und der Sportverein Kralenriede von 1922.

## Wappen
Kralenriede besitzt kein eigenes Ortswappen, sondern ist im Wappen des Stadtbezirks Schunteraue vertreten. In ihm vereinigen sich die fünf Siedlungen Schuntersiedlung, Kralenriede, Bastholzsiedlung, Sandwüste und Michelfelder-Siedlung.
Das Wappen zeigt daher auf der einen Hälfte fünf blaue Wellenbalken auf goldenem Grund, was die Siedlungen im Bereich der Schunter symbolisiert. Die zweite Hälfte zeigt ein goldenes Eichenblatt auf blauem Grund. Dieses steht für die Auenlandschaft. Das Wappen wurde von Peter Ohst entworfen und erstmals in der Chronik zum 50-jährigen Bestehen der Schuntersiedlung veröffentlicht.

## Namensherkunft
Die namensgebende Kralenriede enthält die Endung -riede, die so viel wie „Rinnsal, kleiner Bach“ bedeutet und sowohl im Querumer Forst wie auch bis Gifhorn sehr häufig vorkommt. Die historischen Belege des Namens von 1730 lauten Crahl Rye bzw. Krahl Rie. Blume schließt nicht aus, dass, Krahl von einem Familiennamen, möglicherweise dem des Grundeigentümers, herrühren könnte, favorisiert jedoch das Kompositum krâlen, das im Grimmschen Wörterbuch für „grell tönen, lärmen“ verzeichnet ist. Demnach bedeutet Kralenriede „rauschender Bach“. Die Übertragung des Bachnamens auf das umliegende Waldgebiet ist im Querumer Forst auch bei den Namen Steinriede und Tannenriede sowie andernorts bei der Eilenriede zu beobachten.